# 거울 신경 세포
거울신경세포(Mirror neuron)는 특정 움직임을 수행할 때와 다른 개체의 특정한 움직임을 관찰할 때 모두 활성화되는 신경세포이다. 이러한 특성 때문에 "거울"이라는 이름이 붙여졌다. 인간, 영장류, 조류에서 존재가 확인되었다.
사람에서는 전운동피질premotor cortex과 하두정피질inferior parietal cortex에서 일관되게 관측된다.
거울신경세포가 최근 10년간 신경과학 분야에서 이루어진 중요한 발견 중 하나라고 생각하는 일부 과학자 중 V. S. 라마찬드란은 거울신경세포가 모방과 언어 습득에서 가장 중요한 역할을 한다고 생각한다. 그러나 어떻게 거울신경세포가 활동해서 모방과 같은 인지 기능을 도와줄 수 있는지를 묘사하는 실험가능한 가설은 아직 없는 형편이다.
관찰되는 뇌 현상의 원인이 되는 어떤 신경세포 하나가 존재하는 것은 아니라고 여겨진다. 이보다는 전체에 걸친 일종의 네트워크로서 행동을 관찰할 때 활동하는 것으로 보인다. 조류에서는 거울신경세포가 활성되는 일종의 행동 모방 체계의 존재가 어느 정도 밝혀졌으나 사람에서는 아직 밝혀지지 않았다.
거울신경 체계는 '추측'의 주체로 기능한다. 이 신경세포는 다른 사람의 행동을 이해할 때, 모방을 이용해 새로운 기술을 배울 때 중요한 역할을 하리라고 여겨진다. 일부 연구자는 동물들이 거울 체계를 이용해 관찰된 행동을 흉내내리라고 생각하며, 그런 활동을 이용해 우리의 마음 이론 기술에 기여하리라고 간주하는데 다른 과학자는 거울신경세포가 언어 능력과 관련되어 있으리라고 생각한다. 또한 그 입장의 학자들은 거울 체계에 생긴 문제가 자폐증을 비롯한 인지 장애의 원인이 될 듯하다고 주장했다. 거울신경세포의 역기능과 자폐증 사이의 관계는 불확실하고 거울신경세포가 자폐증의 주요한 특징들과 관련되어 있을 듯하지는 않다.

## 발견
1980년대에서 1990년대에 이탈리아의 파르마에 있는 대학에서 함께 일하던 자코모 리촐라티Giacomo Rizzolatti와 연구진은 원숭이가 손으로 물체를 잡거나 세심하게 다룰 때 그런 행동을 조절하는 신경을 연구하려고 마카크의 하두정피질에 전극을 설치하였다. 실험을 진행하면서, 그 사람들은 원숭이가 음식 조각에 손을 뻗는 것을 관장하는 하나의 신경세포가 원숭이의 뇌 안에 있다는 내용을 실험일지에 기록하였다. 그래서 연구원들은 특정한 운동을 할 때 그 신경세포가 얼마만큼 활동하는지를 측정하고자 했다. 그 사람들은 원숭이가 자신들이 음식을 집을 때 하듯이 사람이 음식 조각을 집어 올리는 것을 보았을 때 원숭이의 신경세포 일부가 연구원들이 기록한 대로 반응한다는 것을 발견했다. 더 나아가 연구원들은 실험을 이용해 원숭이의 하전두피질과 하두정피질에 있는 신경세포의 대략 10% 정도가 '거울'과 같은 특성이 있으며 손으로 어떤 행위를 하거나 다른 대상의 행동을 관찰할 때 반응한다는 사실을 확인했다. 최근에는 크리스티안 케이서스Christian Keysers와 그 사람의 동료들이 인간과 원숭이에서 그러한 신경세포가 존재한다는 것을 입증했고 거울 체계가 다른 대상의 행동이 일으키는 소리에도 반응한다는 사실도 확인했다.
이러한 실험 결과는 학술지에 게재되었고, 거울신경세포가 전두부 대뇌피질 아래쪽과 두정부 대뇌피질 아래쪽에 있다는 것도 다른 연구진에 대해 검증되었다. 거울신경체계가 인간에게 존재한다는 주장은 fMRI, TMS, EEG 같은 장치나 행동 관찰을 통해 입증할 수 있다. 이렇게 뇌에서 인간이 특정한 행동하거나 다른 대상의 행동을 관찰하는 동안 활성화하는 영역을 확인할 수 있는데, 사람에서의 그 활성 영역과 마카크의 뇌에서 발견된 영역은 상당한 유사성을 보인다.

## 원숭이의 거울 신경 세포

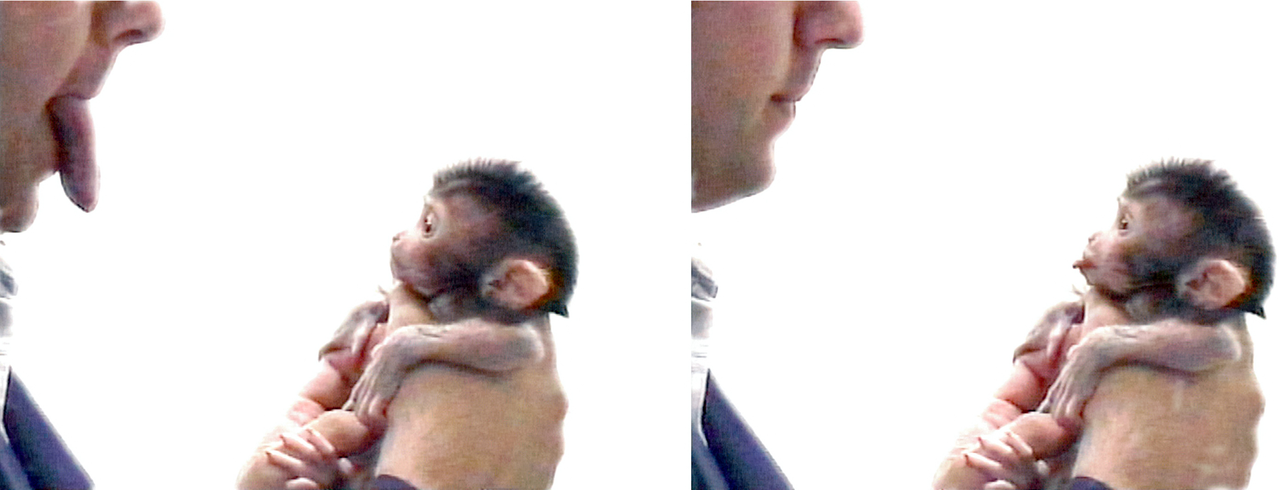
태어난지 얼마 안 된 마카크. 얼굴 표정을 흉내낸다.

동물 중에서 지금까지 거울신경세포가 연구된 경우는 오직 마카크 한 종뿐이다. 이 원숭이에서는 거울신경세포가 하전두회(inferior frontal gyrus:region F5, 아래이마이랑)와 하두정소엽(inferior parietal lobule, 아래마루소엽)에서 발견되었다.
현재까지 나온 가설로는, 거울신경세포는 그 동물이 다른 동물의 행동을 이해하는 것을 매개하는 역할을 한다. 예컨대, 원숭이 뇌의 거울신경세포는 원숭이가 종이 조각을 찢을 때, 원숭이가 사람이 종이 찢는 것을 볼 때, 모습은 보이지 않지만 종이가 찢어지는 소리가 들릴 때 반응한다. 이러한 세포의 특성 때문에 연구원들은 어떤 행위를 원숭이가 하든지 아니면 또다른 동물이 하든지와 상관없이, 거울신경세포가 '종이 찢기'와 같은 추상적개념을 암호화하고 신경에 전달한다고 생각하였다.
마카크의 뇌에 있는 거울신경세포가 어떠한 기능을 하는지는 아직 정확히 알 수 없다. 어른 마카크는 모방을 이용해 배우지 않는 듯하다. 최근에 이루어지는 실험을 보면, 어린 마카크는 신생아로 제한된 측두창(limited temporal window)을 지녔을 때뿐이기는 할지라도 인간의 얼굴 움직임을 모방할 수 있다고 하나 그 모방 행위에 거울신경세포가 어떠한 기초를 제공하는지는 알 수 없다.
어른 원숭이는, 거울신경세포는 다른 원숭이가 하는 행동이 무엇을 하는 것인지를 이해하는 데 도움을 주거나 다른 원숭이의 행동을 인식하는 데 도움을 주는 것으로 보인다.

## 인간의 거울신경세포

뇌를 그린 그림으로, 왼쪽에서부터 대뇌에 있는 전두엽(이마엽)과 두정엽(마루엽)의 위치를 보여 준다. 전두엽의 아래쪽은 파란색 부분의 아래쪽이고 두정엽의 위쪽은 노란색 부분의 위쪽이다.

인간의 뇌를 연구할 때 하나의 신경세포만을 따로 떼어 내어 연구한다는 것은 일부에 한정되지 아니하고 전체에 걸쳐 가능하지 않아서 과학자들은 인간이 거울신경세포가 있다고 확신할 수 없으나 기능성 자기공명영상장치를 이용한 뇌 이미지 실험의 결과는, 인간이 어떤 행동을 하거나 다른 사람이 어떤 행동을 하는 것을 볼 때 인간 뇌의 대뇌피질 전두엽 아래쪽과 두정엽 위쪽에서 활발한 반응이 나타난다는 점을 보여 준 실험 결과는 뇌의 특정 영역이 거울신경세포를 담는다는 점을 시사하고 이런 결과에 기초해 과학자들은 그 영역들을 인간의 거울신경세포로 규정했지만 최근 연구는 인간의 '거울신경 영역'에서 온 신호를 fMRI가 측정한 결과로 볼 때 그것이 반드시 진짜 거울신경세포가 발생하게 하는 신호와 같은 것은 아니라는 점을 보여 준다. 즉, 개별 신경세포가 자신과 다른 신경세포를 대상으로 하여 같이 반응하는 식의 신호가 아니라는 것이다. 이런 이유 때문에, 인간을 연구할 때는 "거울신경세포"보다 "거울신경 체계"(mirror neuron system)에 초점을 맞춘다.
중간에 매개가 되는 여러 사물을 이용한 측정법이 인간의 거울신경 체계 연구에 사용되곤 한다. 예컨대, 한 사람이 다른 사람의 행동을 관찰했을 때 그 사람의 뇌에 있는 운동 피질은 자극에 조금 더 반응해서 그 반응 정도를 측정할 수 있다.

## 같이 보기
- 감정 전염
- 공감
- 양전자 방출 단층촬영